# Niet-coöperatief spel
In de speltheorie, een deelgebied van de wiskunde, is een niet-coöperatief spel er één, waarin spelers beslissingen zelfstandig kunnen nemen. Spelers kunnen dus samenwerken, maar elke vorm van samenwerking houdt alleen stand als beide partijen dit willen.
Een spel waarin spelers via derden een overeenkomst kunnen afdwingen wordt een coöperatief spel genoemd.